# Chassalia caudifolia
Chassalia caudifolia är en måreväxtart som beskrevs av Cornelis Eliza Bertus Bremekamp. Chassalia caudifolia ingår i släktet Chassalia och familjen måreväxter. Inga underarter finns listade i Catalogue of Life.